# Mark Hambourg
Mark Hambourg (en russe : Марк Михайлович Гамбург ; 1er juin 1879 – 26 août 1960) est un pianiste russo-britannique.

## Biographie
Mark Hambourg est le fils aîné du pianiste et pédagogue Michael Hambourg (1855–1912), élève lui-même d'Anton Rubinstein. Il est le frère du violoncelliste Boris Hambourg (1885–1954), du violoniste Jan Hambourg (1882–1947) – il joue avec eux en musique de chambre au sein du Trio Hambourg, notamment aux États-Unis – et de l'organisateur de concert Clément Hambourg (1900–1973). Son père était directeur du Conservatoire de Voronej, et plus tard professeur au Conservatoire de Moscou, de sorte que Mark a poursuivi ses études avec son père, même quand il était à l'école.

### Londres, 1889
La famille s'installe à Londres en 1889, comme réfugiés du régime Tsariste. Là, après avoir été entendu par Paderewski, Mark Hambourg fait ses débuts à l'ancien Princes Hall, en juillet 1890. Le succès est tel que d'autres concerts suivent, ainsi qu'une tournée en province. La famille était trop pauvre pour refuser ces opportunités, bien qu'ils eussent été heureux de protéger le jeune garçon de la vie publique. Pendant son enfance, il était présenté sous le nom de Max Hambourg et invité dans le cercle londonien du peintre Felix Moscheles (fils du pianiste Ignaz Moscheles), où il rencontré souvent Oscar Wilde, Bernard Shaw, Ellen Terry et d'autres artistes et écrivains. C'est dans cette période qu'il se fatigue des dames âgées qui veulent l'embrasser, et il ne leur permet plus de le faire qu'en échange d'une grosse boîte de chocolats. En 1890, Bernard Shaw qui l'entend jouer, estime que le Théâtre Lyrique était simplement en train d'exploiter un enfant ; mais vers la fin de 1891, il est admiratif de son interprétation de Bach au Steinway Hall. Il écrit que « ce jeune russe pourrait fort bien étonner le monde un jour ».

### Vienne, 1891–1895
Financé par Paderewski, Hambourg est envoyé à Vienne pour étudier avec Theodor Leschetitzky, trois années. Il arrive dans la capitale autrichienne à l'automne 1891. Il remporte la bourse Liszt, dotée de 500 marks pour les études et se fait un grand nombre d'amis parmi les cercles artistiques viennois. Il fait sa première apparition publique en tant que pianiste adulte, au début de 1895, en jouant le premier concerto de Chopin, sous la direction de Hans Richter et l'Orchestre philharmonique de Vienne. Puis, alors qu'il est toujours l'étudiant de Leschetizky, il apprend dans un délai très court (sur recommandation de son maître) à jouer la Fantaisie hongroise Liszt avec Felix Weingartner, à la place de Sophie Menter, qui était indisposée. Le public, d'abord déçu, est complètement conquis. Lors du banquet qui a suivi, Brahms lui-même a proposé un toast en l'honneur du jeune pianiste.

### Angleterre et tournées
À Londres en 1895, Henry Wood dirige un concert au St james's Hall dans lequel Hambourg joue trois concertos pour piano. Selon Wood, sa manière et sa technique sont comparés à Anton Rubinstein. Ferruccio Busoni pour sa part a dit plus tard à Wood que Hambourg était alors le plus grand talent de l'époque.
En 1895, alors qu'il a seize ans, Hambourg commence sa première tournée mondiale, en commençant par Sydney en Australie, où on lui demande de prolonger son séjour de six semaines. De retour à Londres, il supplée à Paderewski pour un  concert de la Société Philharmonique, où il joue le quatrième concerto, en ré mineur, d'Anton Rubinstein. Il est à Paris en 1896 et après à Bruxelles et Berlin. Il se rend aux États-Unis à la fin de 1898, pour y faire ses débuts à New York, sous la direction de William Gericke, avec l'Orchestre symphonique de Boston, et se produit à travers les États-Unis. Il retourne ensuite à Londres et, en 1901, elle fait ses premières apparitions au Queen's Hall Proms sous la direction de Henry Wood. Les quatre années suivantes, il retourne en Amérique pour une nouvelle tournée et visite la Pologne, la Russie et l'Allemagne. Il rencontre Lénine par l'intermédiaire de Felix Moscheles à Londres en 1900. En 1906, il donne son millième concert, et fait des concerts pendant un mois en Afrique du Sud, transportant avec lui son propre piano par des moyens précaires à travers le Veld lorsqu'il joua dans un coin perdu. Il effectue des tournées au Canada en 1909, et devient l'ami du pianiste canadien Harold Bradley.

### Guerre
Lors du déclenchement de la Première Guerre mondiale, certains journaux diffusent la rumeur injurieuse que Hambourg était allemand, l'obligeant à prouver son origine russe, et à montrer qu'il était naturalisé Britannique depuis plus de vingt ans. Il gagne un procès en dommages contre le Daily Mail. Peu après, il fait une nouvelle visite en Amérique et s'en sort de justesse lors du voyage de retour sur le Lusitania, coulé par les sous-mariniers allemands. À son retour à Londres, il donne des récitals à l'Aeolian Hall, de musiques du répertoire britannique ancien, extraites du Fitzwilliam Virginal Book, qu'il apprend par cœur d'après le manuscrit – l'édition Breitkopf n'étant pas disponible. Il donne aussi de nombreux concerts classiques au cours de la guerre au Coliseum Theatre, l'un des plus grands théâtres de Londres.

### Carrière
La carrière de Mark Hambourg survit à la Première Guerre mondiale et il reste un très célèbre interprète pendant les années 1920 et 1930. Après le conflit, il reprend son programme mondial de tournées, visitant la France, l'Afrique du Sud et le Canada. Il effectue également des tournées dans les provinces de Grande-Bretagne, et un tour du monde avant 1924.
Mark Hambourg a enregistré pour le label HMV. Ses premiers enregistrements datent de 1909. Il peut être vu dans un film de John Baxter, The Common Touch (1941) jouant le rôle d'un pianiste miséreux surnommé Chopin.
Hambourg a été marié à la violoniste Dorothea Muir Mackenzie. Il est le père de la pianiste Michal Hambourg (1919–2004) avec qui il jouait en duo, et de Nadine Hambourg Marshall.
Parmi ses élèves, figure Gerald Moore.

## Écrits
- How to Become a Pianist (C. Arthur Pearson, Londres 1922) ; et sous le titre How to Play the Piano (George H. Doran, New York 1922).
- From Piano to Forte (Cassell, Londres 1931).
- The Eighth Octave (Williams & Norgate, Londres 1951). Mémoires de Mark Hambourg.